# Ezequiel Peña
Ezequiel Peña Hernández (San José del Valle, Nayarit, México; 3 de dezembro de 1968) é um cantor de música regional mexicana. Ao longo de sua carreira gravou músicas com mariachi, banda, tecnobanda e norteño.

## Carreira
Aos 19 anos, sua vida sofreu uma mudança radical, pois emigrou para os Estados Unidos. Algum tempo depois, ele fez sua primeira demo em 1990 e então se tornou o vocalista principal do Banda Vallarta Show por três anos, e mais tarde se lançou como solista.
Levando em conta a primeira demo e os três álbuns com o Vallarta Show, Ezequiel já conta com 16 gravações, sendo a mais recente intitulada 'El de Nayarit', de onde sai o primeiro single 'Beso a beso', composto por Abelardo Flores.
Mas talvez os sucessos pelos quais o público continua lembrando e idolatrando sejam as músicas Esa chica me vacila e Provócame, que ele tornou famosas quando ainda comandava o Banda Vallarta Show.
Ele é chamado de Charro do México e também é conhecido como o Rei da Banda e do Mariachi e o Cheque Peña.

## Detalhe trágico
Em um rodeio em Riverside, Califórnia, enquanto o artista cantava para sua plateia, seu cavalo se movia graciosamente ao som da música quando de repente caiu no chão, convulsionando, para a surpresa de Ezequiel, que conseguiu descer em segurança depois que o animal desmaiou.
O cantor se aproximou desesperadamente de seu cavalo, enquanto os membros de sua equipe tentavam remover a sela e o focinho para ajudá-lo a superar a crise.
Os veterinários concluíram que o cavalo morreu de parada cardíaca, embora estivesse com boa saúde.
Ezequiel já tinha o animal há 9 anos e quando ele morreu, Ezequiel pediu aplausos ao público para seu Equino, que ele considerava não apenas um membro da família, mas um fiel companheiro em suas apresentações ao vivo.

## Discografía
- 2017 Esclavo de tu voluntad
- 2011 Sin censura
- 2009 Un tributo a mi ídolo
- 2008 20 Herraduras de Oro (Edición Especial)
- 2007 Al 100%
- 2007 Enamorado...y adolorido
- 2006 A mucha honra
- 2006 El Rey de la Banda y el Mariachi
- 2005 El de Nayarit
- 2005 Nuestra tradición: La charrería (CD/DVD)
- 2003 Viva la banda
- 2002 Con sangre de ranchero
- 2002 Los grandes de la música
- 2001 Amor de charro
- 2000 El nuevo charrro de México
- 1999 A todas las que amé
- 1998 Ezequiel Peña
- 1998 No más contigo
- 1997 Me dicen el tirador
- 1996 Orgullo ranchero
- 1995 Yo vendo unos ojos verdes
- 1994 El tirador (con la Banda Vallarta Show)

Ezequiel Peña cantou vários temas do compositor Emilio Carrillo.

## Links externos
- Ezequiel Peña y Vallarta Show-Provocame
- Muere caballo de Ezequiel Peña

## Página oficial
- Ezequiel Peña